# Air Partner
Air Partner plc ist ein börsennotiertes Flugzeugcharterunternehmen mit Sitz in Gatwick bei London.
1961 startete Air Partner mit einer Luftfahrt-Ausbildungsstätte. Heute organisiert Air Partner bis zu 15.000 Flüge im Jahr. Air Partner chartert Großraumflugzeuge, Privatjets und Frachtflugzeuge für Industrie, Handel, Regierungen und Privatpersonen. Das Unternehmen verfügt über 20 Niederlassungen in 16 Ländern auf drei Kontinenten. Zu den Kunden zählen sechs der G8-Regierungsmitglieder, die UN, EU, NATO, führende NGOs wie zum Beispiel das Rote Kreuz sowie königliche Familien. Air Partner ist das einzige Luftfahrtunternehmen, das von Königin Elisabeth II. zum königlichen Hoflieferanten ernannt wurde als Flugzeugcharterunternehmen. Im Jahr 1997 wurde die deutsche Tochter, die Air Partner International GmbH am Standort Köln gegründet.

## Geschichte
Air Partner wurde 1961 gegründet. Der Sitz war ursprünglich im Beehive Terminal im Stil des Art déco, Gatwick’s ursprünglichem Terminal mit Graslandebahnen. Das Kerngeschäft umfasste zunächst Luftfahrttrainings für Militärpiloten, die in die Zivilluftfahrt wechseln wollten. Zum Einsatz kamen Flugsimulatoren und eine Flotte an Beagles. Das Unternehmen entwickelte sich dann weiter zum Charterunternehmen mit einer Flotte von Piper Chieftain, Piper Aztec, BAe 125 und Cessna Citation II und änderte den Namen in Air London. Die Entscheidung, sich auf das Chartergeschäft zu konzentrieren, fiel 1983.